# Teorema di Kummer
In matematica, il teorema di Kummer per coefficienti binomiali fornisce la valutazione p-adica di un coefficiente binomiale, ovvero l'esponente della maggiore potenza di un numero primo {\displaystyle p} che divide questo coefficiente binomiale. Il teorema prende nome da Ernst Kummer, che lo dimostrò nel 1852.

## Il teorema
Il teorema di Kummer afferma che per dati numeri interi {\textstyle n\geq m\geq 0} ed un numero primo {\textstyle p}, la valutazione p-adica {\textstyle {\displaystyle \nu _{p}\left({\tbinom {n}{m}}\right)}}è pari al numero di riporti quando si addiziona {\displaystyle m} ad {\displaystyle n-m} in base-p.
Può essere dimostrato scrivendo {\textstyle {\tbinom {n}{m}}} come {\textstyle {\tfrac {n!}{m!(n-m)!}}}  ed usando quindi l'identità di Legendre.

## Generalizzazione a coefficienti multinomiali
Il teorema di Kummer può essere generalizzato a coefficienti multinomiali {\displaystyle {\displaystyle {\tbinom {n}{m_{1},\ldots ,m_{k}}}:={\tfrac {n!}{m_{1}!\cdots m_{k}!}}}}come segue: scrivendo l'espansione in base-p di un numero intero {\displaystyle n} come {\displaystyle {\displaystyle n=n_{0}+n_{1}p+n_{2}p^{2}+\cdots +n_{r}p^{r}}} e indicando con {\displaystyle {\displaystyle S_{p}(n)=n_{0}+n_{1}+\cdots +n_{r}}} la somma delle cifre dell'espansione in base-p, allora {\displaystyle {\displaystyle \nu _{p}\left({\dbinom {n}{m_{1},\ldots ,m_{k}}}\right)={\dfrac {1}{p-1}}\left(\sum _{i=1}^{k}S_{p}(m_{i})-S_{p}(n)\right)}.}